# José Gonçalves Martins Patrício
José Gonçalves Martins Patrício (* 9. März 1954 in Luanda) ist ein angolanischer Manager und ehemaliger Diplomat.

## Leben
Von 1974 bis 1989 war er Regierungssprecher, leitete der Redaktion von Rádio Nacional de Angola und war Gewerkschaftssekretär der União dos Jornalistas Angolanos (UJA). 
Von 1989 bis 1992 war er Informationsminister. Von 1990 bis 1991 gehörte er zur Verhandlungsdelegation der Bicesse Accords, die im Mai 1991 unterzeichnet wurden. Ab Dezember 1991 war er Botschafter bei der Organisation Amerikanischer Staaten. Zu seinen diplomatischen Verdiensten gehört, dass das Kabinett Clinton die Regierung von Marcolino Moco am 19. Mai 1993 anerkannte. Von 11. Dezember 1993 bis 1995 war er Botschafter in den Vereinigten Staaten. Am 11. Juli 1995 wurde er zum Botschafter in Lissabon ernannt, wo er von September 1995 bis November 1999 akkreditiert war. Von 2000 bis 1. Mai 2001 vertrat er die angolanische Regierung beim UN-Hauptquartier.
Zum 1. Mai 2001 wurde er von BP Sunbury-on-Thames zum geschäftsführenden Vizepräsidenten von BP Angola eingestellt. BP Angola beschäftigt 600 Mitarbeiter. BP Angola hat Lieferverträge mit den Förderunternehmen in den vier angolanischen deepwater Blocks 15, 12, 18, und 31. In den 1990er Jahren wurden für Seebecken, welche dem Kongo (Fluss) und dem Cuanza vorgelagert sind 17 Blocks Mineralölförderlizenzen vergeben und Bohrungen in bis zu 1,5 km Wassertiefe ausgeführt.
1993 erhielten beispielsweise
- Chevron Corporation Block 14
- ExxonMobil Block  15
- TotalEnergies Block  17
- BP Greater Plutonio, Block 18, wo in 1,2 bis 1,5 km Meerestiefe gebohrt wird.

BP-Angola bohrt zwischen 1,2 und 2,7 km Meerestiefe mit den entsprechenden Risiken.
Patrício ist nebenberuflich Präsident des Fußballvereins Petro Huambo.